# Banno
Per banno (in latino medievale bannus o bannum) nel Medioevo si intendeva il potere coercitivo esercitato da un signore sui suoi sudditi. Da qui nacque la dicitura storiografica di "signoria di banno" per indicare quelle forme di dominazione territoriale dove il signore avocava a sé i poteri pubblici di giustizia, comando e controllo della popolazione.
L'insieme dei diritti e prestazioni rivendicati dai signori viene definito nel suo complesso come bannalità.

## Etimologia
Il termine deriva dalle lingue germaniche antiche dove indicava il diritto di punizione dei capi delle tribù e al tempo stesso quello di convocare il popolo in armi. Sotto i Franchi assunse il suo significato prettamente politico, e nell'Impero carolingio il bannus divenne una prerogativa reale, delegabile agli ufficiali regi come conti e marchesi: dunque il banno si configurava come il potere di natura pubblica di dare ordini e imporre divieti.
Da "banno" deriva il termine bandito, inteso sia come colui che era esiliato che il delinquente ricercato dalla giustizia; il termine bannitus infatti indicava la persona soggetta al banno. Allo stesso modo ne derivò il termine eribanno (in latino eribannus), il quale indicava la precisa prerogativa regia di convocare l'esercito; in epoca più tarda venne ripreso dalla monarchia francese che lo rese però con arrière-ban (lett. "retrobanno").

## Caratteristiche
Con lo sfaldamento dell'Impero carolingio il banno venne progressivamente assunto dai signori locali e dai proprietari di fortezze. Dunque, nei secoli XI e XII il potere regio di costringere, giudicare e punire era passato nelle mani di proprietari terrieri e castellani, che si arrogarono così svariati diritti: la facoltà di giudicare le liti, arrestare e punire i criminali, pretendere prestazioni d'opera e imporre tasse e gabelle. Tra queste si confondevano le imposte di natura regia con nuove esazioni, come pedaggi su ponti e strade ed esazioni dovute all'uso di attrezzature di proprietà del signore, le cosiddette bannalità. Strutture come mulini, frantoi, forni e torchi infatti erano monopoli signorili e i rustici dovevano pagare per usufruirne.
Quest'autorità era esercitata indistintamente sui contadini asserviti al signore e sui liberi coltivatori, ma anche sui dipendenti di altri signori, troppo lontani per esercitare un forte controllo su di essi. Nel tardo medioevo le monarchie e i grandi principati territoriali riacquisirono progressivamente il potere di banno a scapito dei piccoli signori; la natura del rinnovato potere regio infatti rimase simile all'antico banno, almeno finché lentamente non si formò una stabile organizzazione burocratica.

## Abolizione
In Francia l'abolizione delle bannalità sancita nella notte del 4 agosto 1789 viene considerata come fondamentale nella prima fase della rivoluzione francese.